# 佐古丞
佐古 丞（さこ すすむ、1952年 - 2019年12月8日）は、日本の国際政治学者。大阪学院大学国際学部教授。専門は日本政治外交史、外交史。

## 人物
兵庫県神戸市出身。京都大学では高坂正堯に師事。
京都大学法学部卒業、住友銀行を経て京都大学大学院法学研究科博士後期課程単位取得満期退学。文部省勤務後、1988年より大阪学院大学国際学部講師、助教授、教授を歴任。大阪学院大学高等学校校長も務めた。

## 著書

### 単著
- 『未完の経済外交――幣原国際協調路線の挫折』（PHP研究所［PHP新書］, 2002年）
- 『変容する国際政治』（晃洋書房, 2003年）

### 共編著
- （高坂正堯・安部文司）『戦後日米関係年表』（PHP研究所, 1995年）

## 論文
- 「松岡洋右の中国認識と対応――満州事変まで」『法学論叢』121巻6号（1987年）
- 「ドイツ再軍備を巡る米仏関係」『軍事史学』26巻1号（1990年）
- 「フランスとNATO――自律か協調か」『大阪学院大学国際学論集』1巻1号（1990年）
- 「松岡洋右と中国―満州事変以後」『大阪学院大学国際学論集』1巻2号（1991年）
- 「吉田茂と松岡洋右」吉田茂記念財団編『人間吉田茂』（中央公論社, 1991年）
- 「経済外交の時代 1924-29」『大阪学院大学国際学論集』2巻1号（1991年）
- 「転換期の日本外交」『大阪学院大学通信』23巻12号（1993年）
- 「戦後安全保障論議の負の遺産」『大阪学院大学通信』30巻6号（1999年）
- 「有田八郎『馬鹿八と人はいう』」関静雄編『日本外交思想史入門――原典で学ぶ17の思想』（ミネルヴァ書房, 1999年）
- 「雑誌に見る戦間期日本の人口問題」『姫路法学』29・30合併号（2000年）
- 「大正期経済外交――国家像の再構築」『大阪学院大学国際学論集』15巻2号（2004年）